# Камери риторів
Камери риторів (нід. Rederijkerskamer) — нідерландські товариські об'єднання, що поєднували поетів, співаків, акторів-аматорів.

## Історичні дані

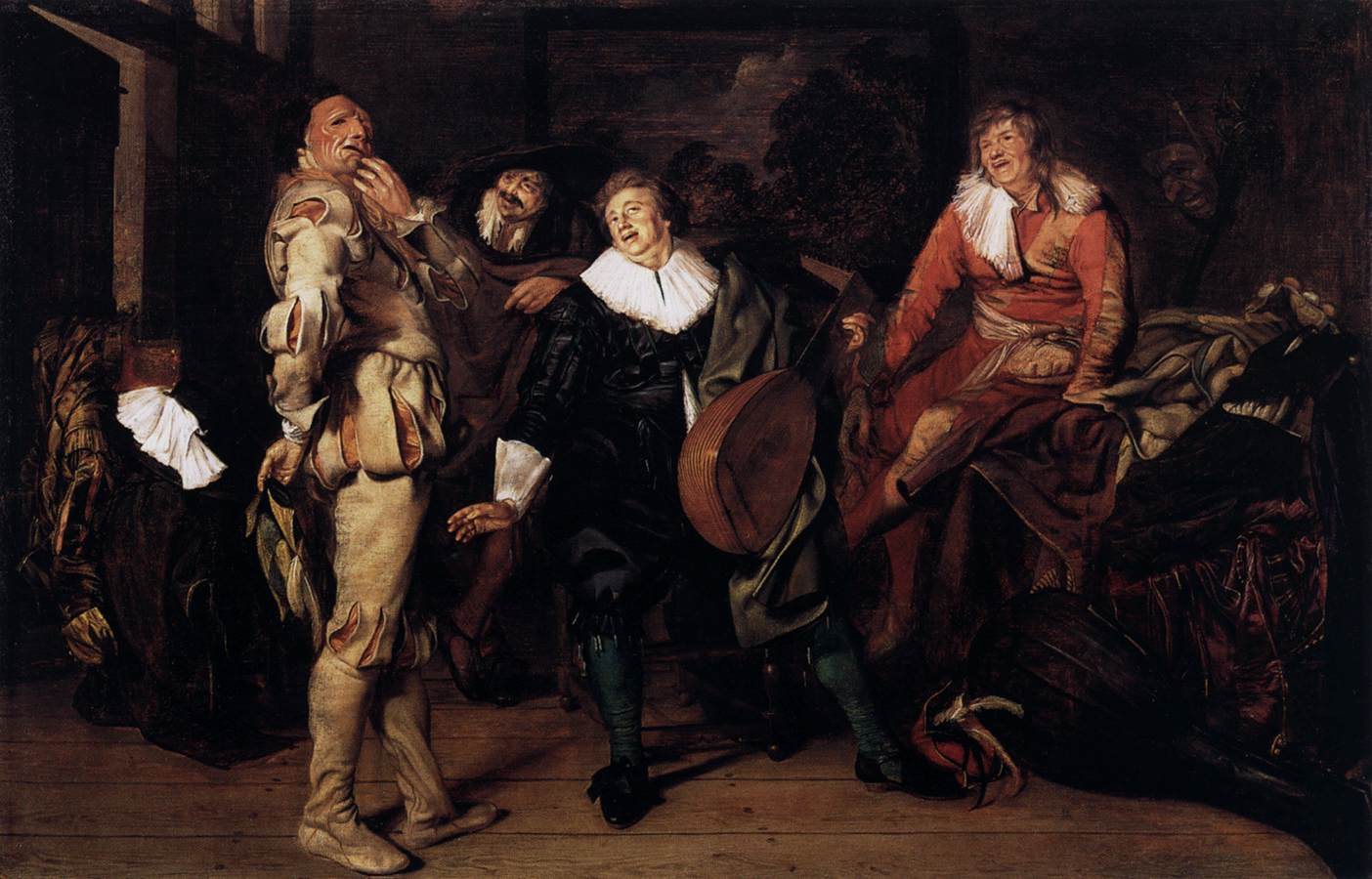
Пітер Кодде. «Актори камери риторів»

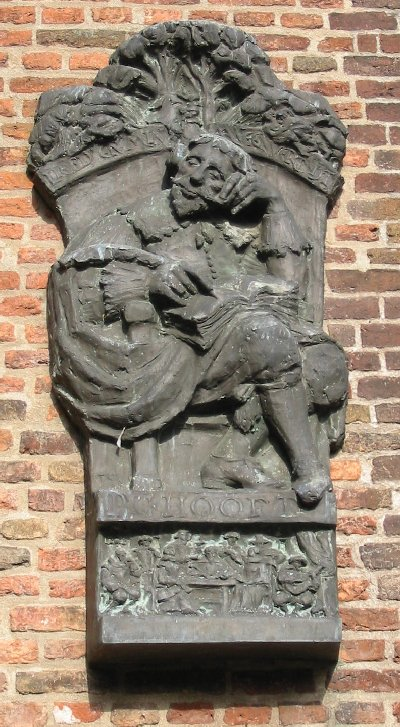
Пам'ятний знак на честь поета Пітера Хофта

Камери риторів розпочали власну діяльність ще в 15 столітті. В період між 1400–1450 рр. зафіксована діяльність двохсот двадцяти семи (227) камер риторів в Південних Нідерландах та в князівстві Льєж. Тобто практично кожне невелике місто мало хоча б одну подібну спілку. Мали поширення вони й в католицькій Фландрії 16 століття. Це були громадські об'єднання, де гуртувались освічені городяни. У Фландрії до камер риторів прихильно ставився герцог і поступово до їх складу увійшли й представники дворянства. 
Каральні експедиції, що розпочали іспанці в Нідерландах, привели до політичних заборон на діяльність камер. Бо останні стають осередками протестантизму і спротиву іспанської навали. 1584 року Алессандро Фарнезе, голова вояків Іспанії в Нідерландах, за вимогами католиків-єпископів, взагалі заборонив їх діяльність, бо ті стали центрами національного спротиву.
Під політичним і релігійним тиском Іспанії фламандці масово переселялися у Північні провінції, відоміші як Голландія. В самих Південних Нідерландах камери риторів скорочують власну діяльність або взагалі занепадають. В місцях найбільшого скупчення емігрантів-фламандців камери риторів оживають і продовжують власну діяльність поряд з вже існуючими місцевими. Найзначніші камери риторів виникли й діяли в містах — Брюгге, Гент, Антверпен, Амстердам, Гарлем, університетський Лейден.
Ці товариства об'єднують літераторів, поетів, драматургів, але всі вони — аматори, що займаються цим в дозвілля. Їх головний фах — ремесла, торгівля, створення картин чи гравюр. Наприкінці 16 століття в Італії виникає опера і театр, як окрема, спеціалізована на виставах споруда (Театр Фарнезе, Театр Саббіонета). Аристократична забава, оперний театр підтриманий місцевим володарем, тому має розкішні костюми, пишні декорації, музикантів і художників по створенню декорації.
Товариські об'єднання аматорів в Нідерландах — не мали ні окремих, спеціалізованих приміщень, ні розкішних, створених уславленими художниками декорацій. Вони розігрують примітивні фарси, співають пісень, часто просто імпровізують на пристосованій сцені перед глядачами. Рівень аматорських вистав і текстів в камерах риторів невисокий, часто брутальний і грубий. Хоча до створення текстів звертались навіть значні обдарування на кшталт Бредеро, Ремера Вісхера, Пітера Гофта.
Кальвінізм, що посів головні місця в релігійному житті Голландії, не вітав ці світські товариства, сприяв моральному тиску на їх членів чи скороченню тих малих привілеїв, що вони мали.

## Організаційна структура

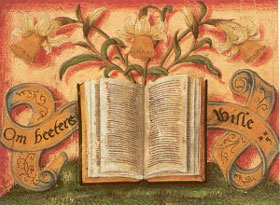
Герб камери риторів в Брюсселі.

Зазвичай камера обирала собі патроном небесного покровителя і якогось аристократа-патрона. Керував діяльністю камери — капітан (hoofdman), фінансами відав казначей (fiscaal).
Камери риторів проводили літературні конкурси. Тема обговорювалася заздалегідь і була чи то релігійного характеру, морально-дидактичного чи то політичного.
Збереглися і герби різних камер риторів. Кожне з товариств обирало якусь рослину, квітку та девіз (іноді річ або споруду, Богородицю, святого) 
- троянда в Льовені
- нарцис в Льєрі
- жовтофіоль в Антверпені
- ромашка в Ньюпорті
- гілка оливи в Антверпені
- джерело в Генті
- книга чи навіть біблія тощо.

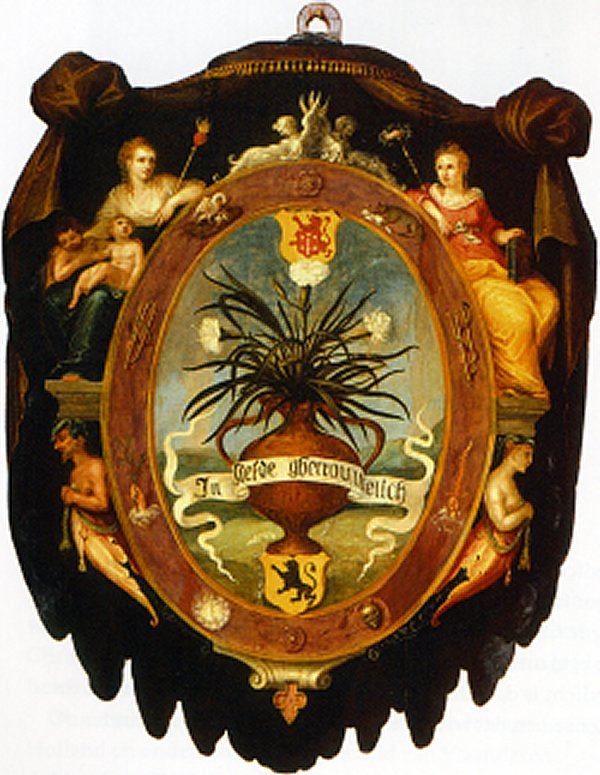
Герб одної з камер Харлема
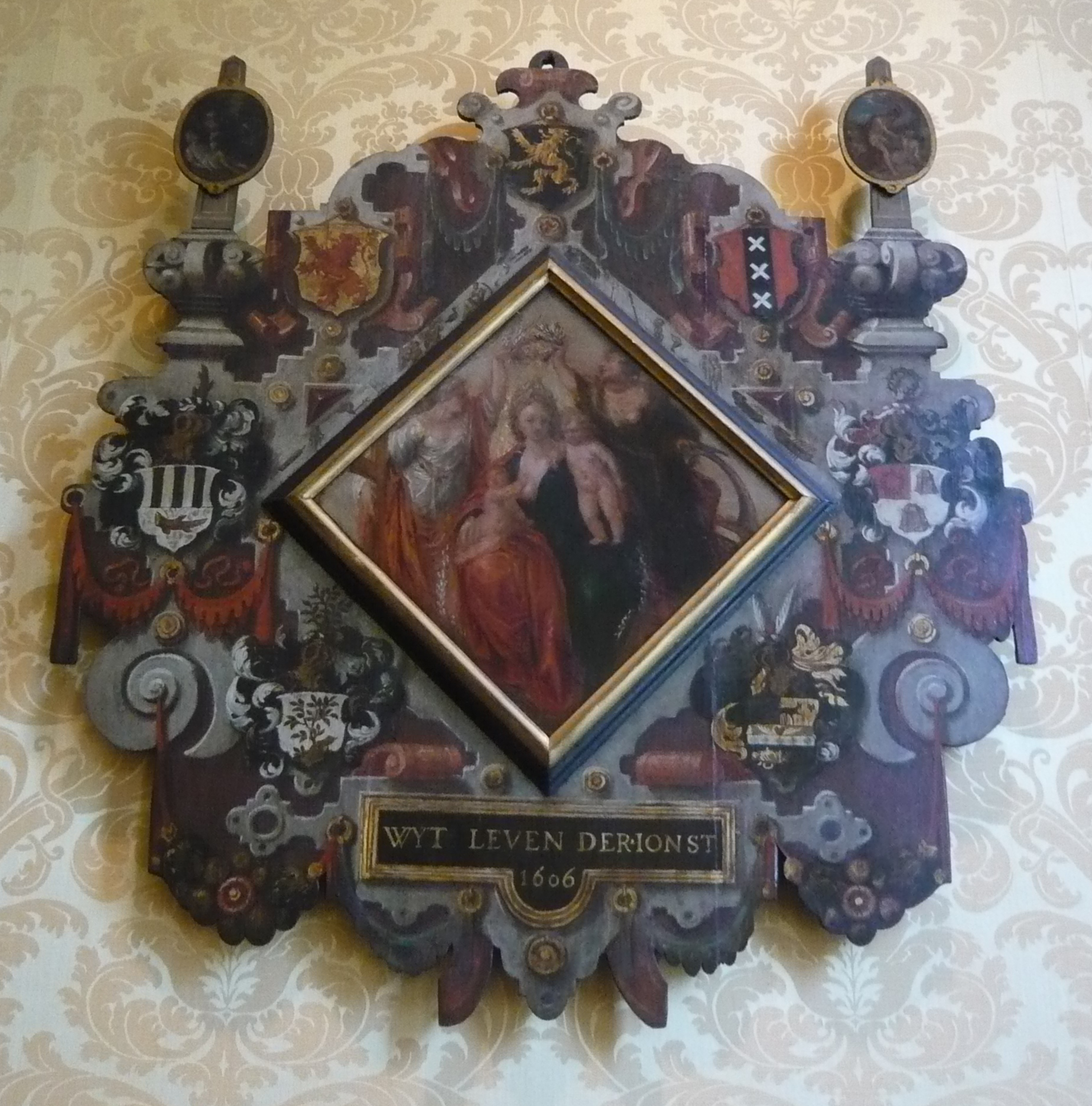
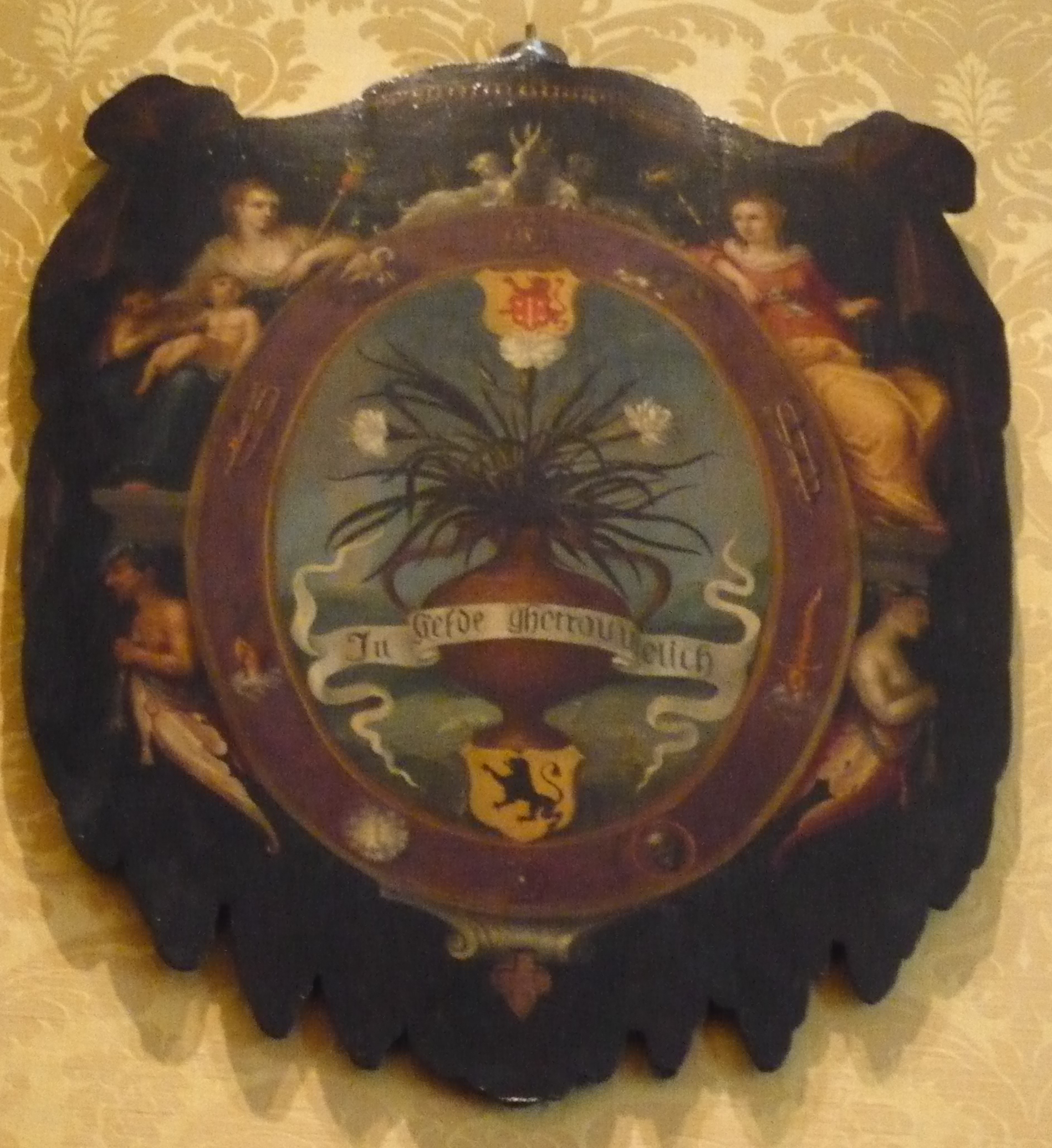

## Літературна частина

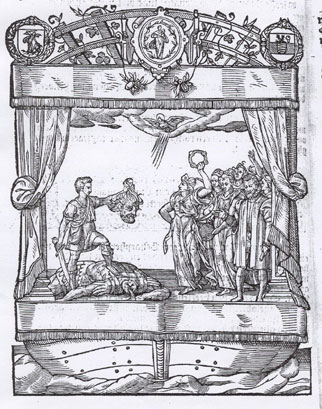
Декорація з алегорією на честь прибуття в Брюссель герцога Матьяса, виконана риторами.

Важливою частиною діяльності камер була література, перш за все створення віршів, що писали на честь мера міста, покровителя камери, на різні події. Умовно віршовані твори поділяли на 
- серйозну поезію
- літературу про кохання, лірику
- жартівливу й еротичну поезію, часто грубу.

Серед віршів переважали панегірики впливовим особам або вірші дидактичні. Але існувала і неофіційна гілка жартівливих, кумедних чи еротичних творінь. Читання цих брутальних творінь — часті сюжети картин Яна Стена. Як і більшість літератури доби бароко — мова віршів тяжіла до пишноти, алегорій, перебільшень. Вірші друкували, що сприяло як розповсюдженню освіти, так і демократизації самої літератури. Але історики літератури невисоко оцінюють ці літературні твори, рахуючи їх другорядними. З усім тим державний гімн Нідерландів (Вільгельмус) має у своїй основі колишній вірш камери риторів.
Дивним чином камери риторів (сучасні літературні товариства) отримали довге життя й існують в голландських містах і у 21 столітті.

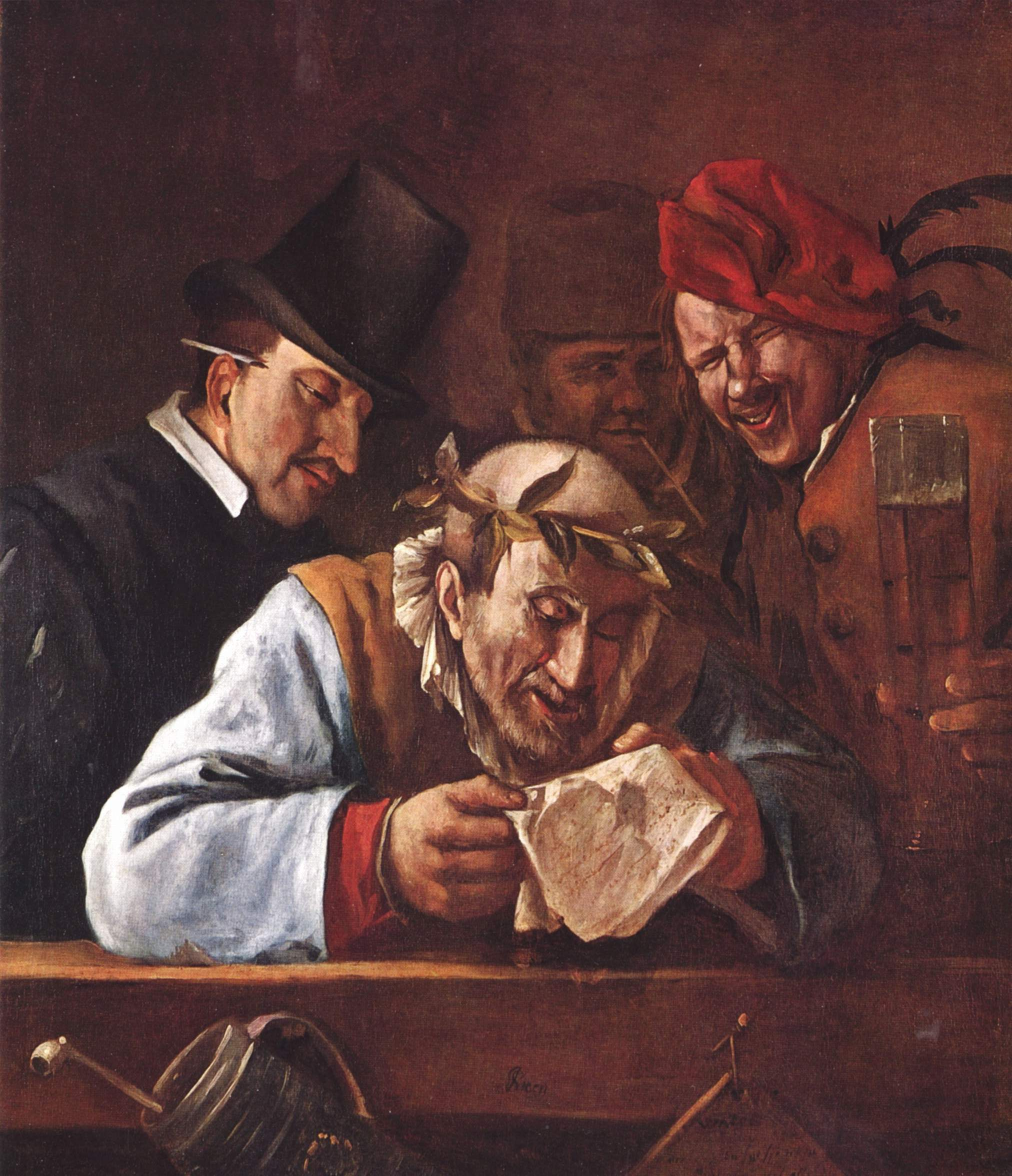
Ян Стен. Писака чита свої вірші приятелям (камера риторів)
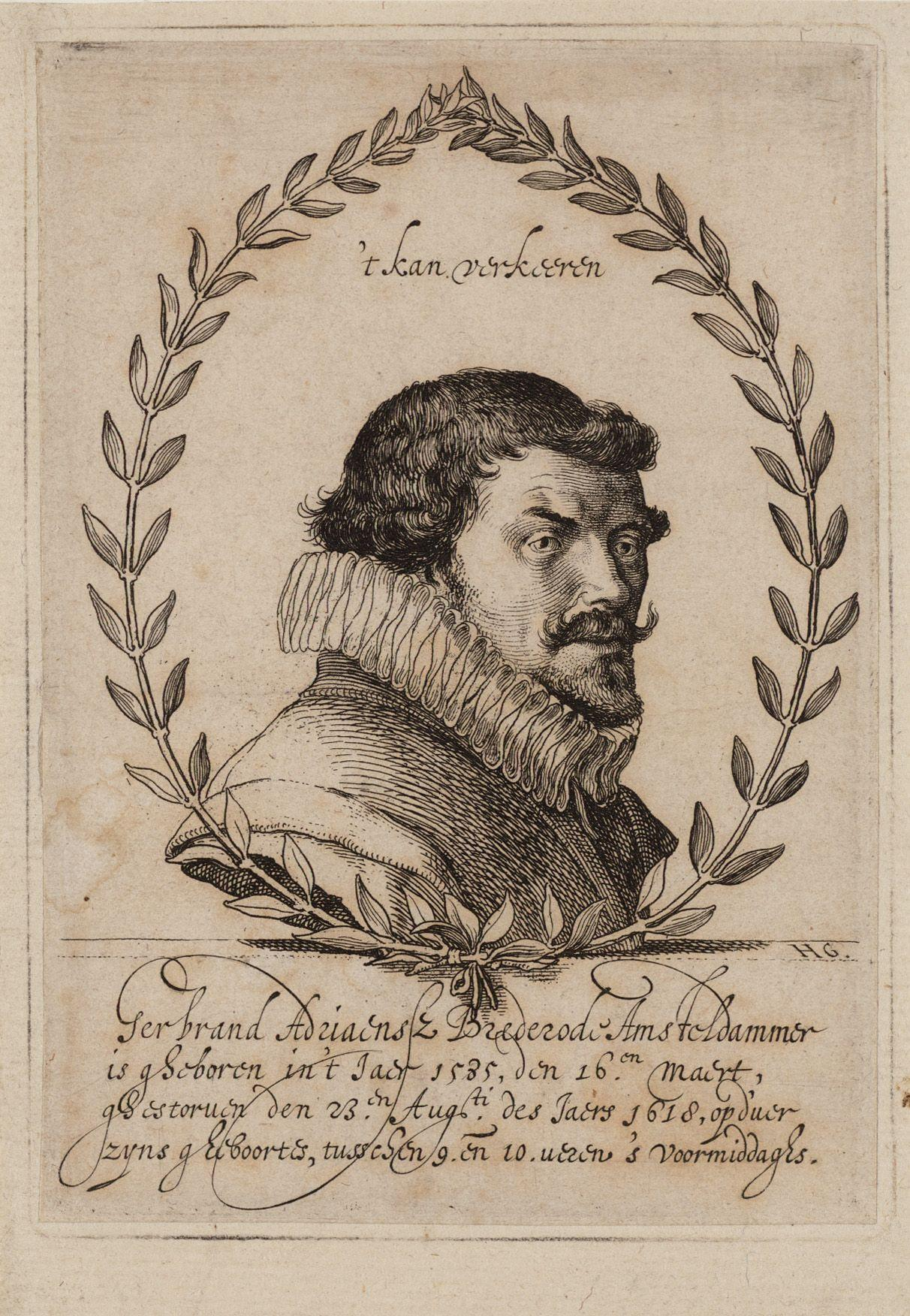
Портрет комедіографа Бредеро.
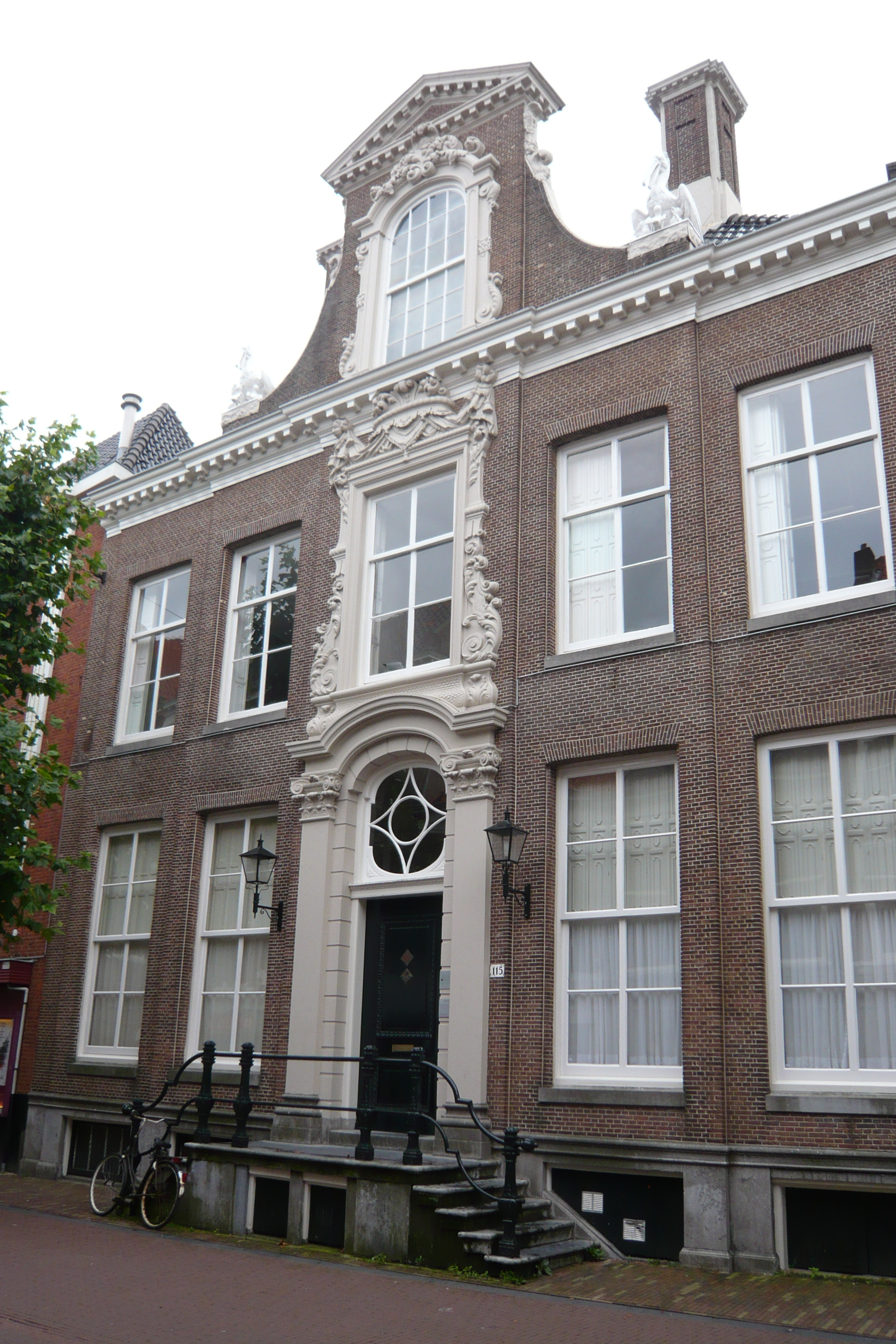
Колишній клуб, де діяли камери риторів міста Харлема
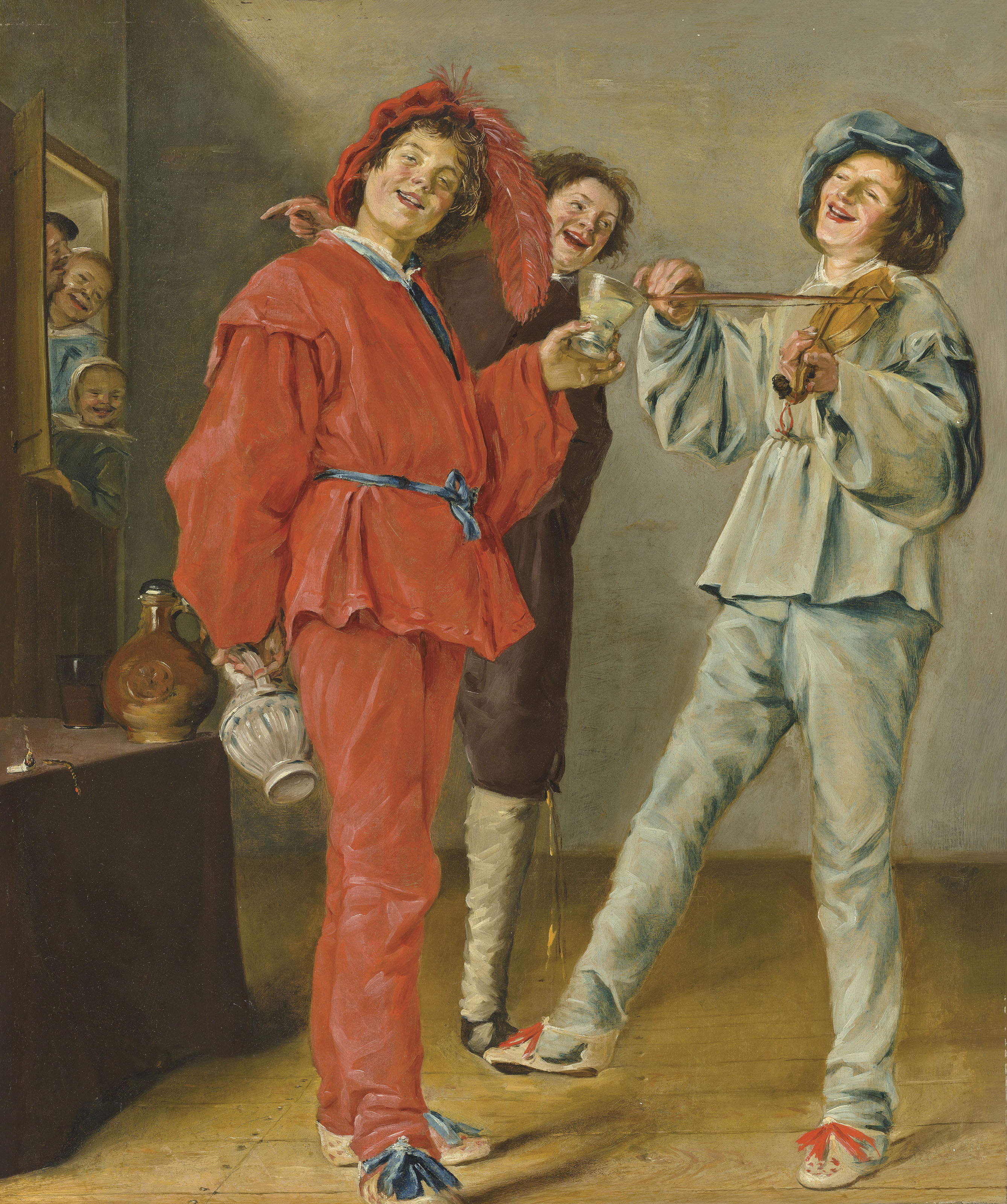
Юдит Лейстер. Веселе тріо